# 扬州泰州国际机场
扬州泰州国际机场，簡稱揚泰機場，位于扬州市江都区丁沟镇（地处江苏省中部，扬州市与泰州市两市市区之间），为21世纪江苏省（苏北和苏中）重点建设的机场之一。扬州泰州机场为4E级民用运输机场，设计旅客吞吐量300万人次、货运吞吐量6万吨，于2012年5月8日正式通航，是东部机场集团成员之一。
机场飞行区初期定位为4C，随着航空业务量的增长，在一期扩建工程后，机场跑道延伸至3200米，从4C级升至4E级国际机场。目前二期扩建工程进行中，新建T2航站楼及一条3200米平行滑行道。

## 历史
扬州泰州机场于2010年2月得到国务院和中央军委批复同意，并于2010年3月18日正式开工。工程占地1967亩，其中飞行区占地1798亩，航站区169亩。预计总投资约9.74亿元人民币，由江苏省扬州市、江苏省泰州市共同出资建设（其中扬州市出资80%，泰州市出资20%）。主要建设2400米跑道和31300平方米航站楼。机场终端目标为1条跑道，3万平方米航站楼，设计年旅客吞吐能力300万人次，货物吞吐能力6万吨。
扬州泰州机场于2012年2月18日校飞，2012年5月8日正式通航，並由江澤民題字。
2016年3月2日，经中国民用航空局批复，扬州泰州机场正式更名为扬州泰州国际机场。
2017年4月19日，江苏省发展改革委员会对扬州泰州国际机场一期扩建工程可行性研究报告进行批复，标志着该项目由前期工作全面进入建设实施阶段。
2018年8月20日，扬州国际机场原2400米跑道和800米跑道延长段顺利合龙；9月29日，工程完成竣工验收；10月2日，完成首次校飞，同时，当天上午机场一期扩建工程行业验收正式开始；10月30日，扬州国际机场所有航班停止起降，大型宽体客机空客A330试飞圆满成功，标志着机场正式拥有开通中远程航线的能力；12月11日，中国国民用航空华东地区管理局正式换发扬州泰州国际机场使用许可证，飞行区指标由4C升为4E级。
2021年7月31日起，因应本土疫情，扬州泰州国际机场所有客运航班暂停起降。9月16日起，扬州泰州国际机场恢复运行。
2022年6月，江苏省发展改革委正式发文批复扬州泰州国际机场二期扩建工程可行性研究报告。7月，扬州泰州机场二期扩建工程先导项目开工，标志着机场二期扩建项目进入工程建设阶段。2023年4月18日，扬州泰州国际机场二期扩建主体工程（飞行区）开工仪式举行。

## 设施
目前，扬州泰州机场共有8个登机通道，14个机位，可满足A330等宽体客机起降。

### T1航站楼
T1航站楼建筑面积31305平方米，设有6个近机位
，其中国内航班4个。到达层共设有3条行李输送带，其中国内航班2条。

### T2航站楼（建设中）
T2航站楼随二期扩建工程新建，建筑面积约9.7万平方米，设有22个近机位，配套建设长三角游客集散中心及GTC工程。

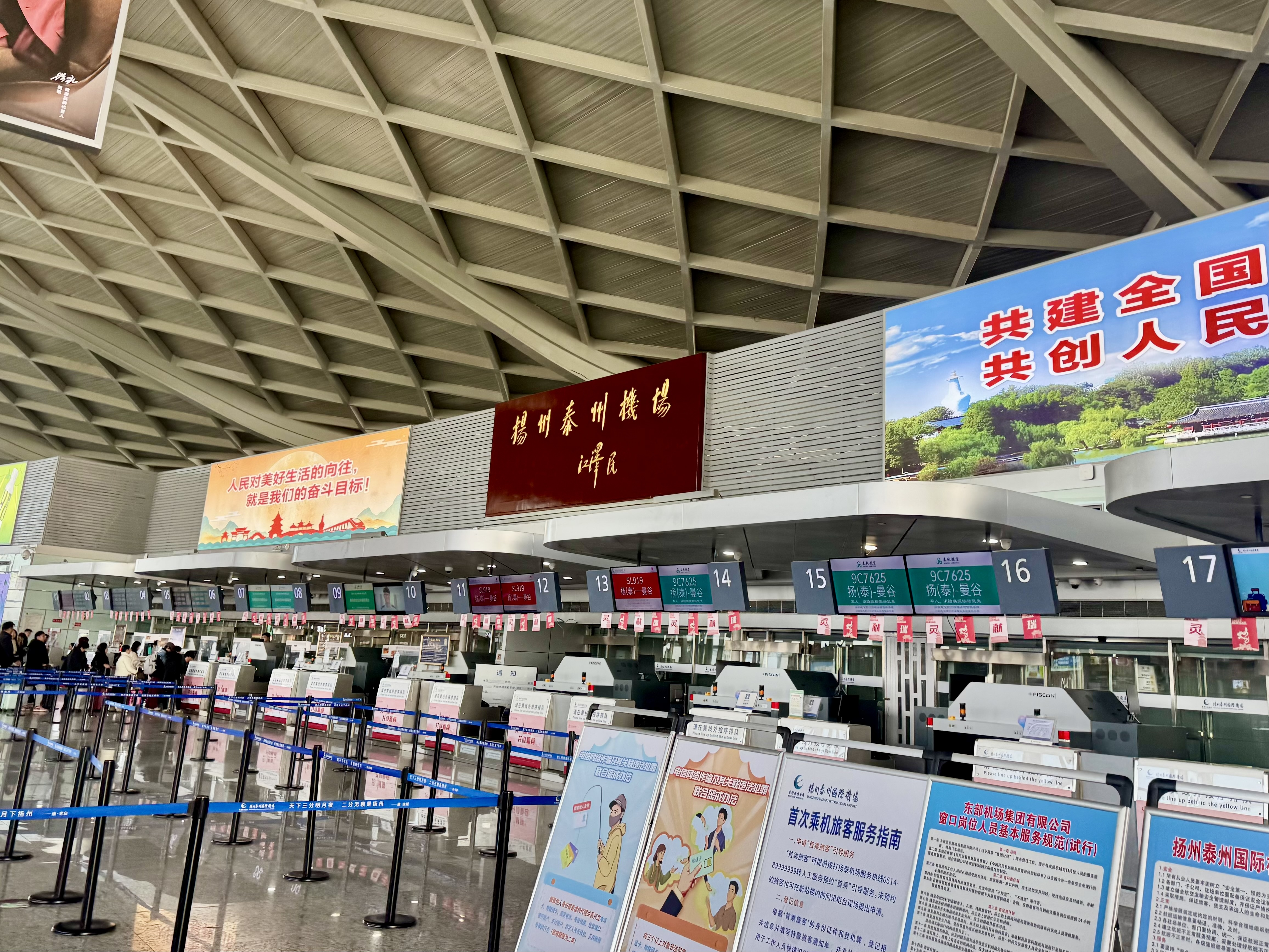
T1值机柜台
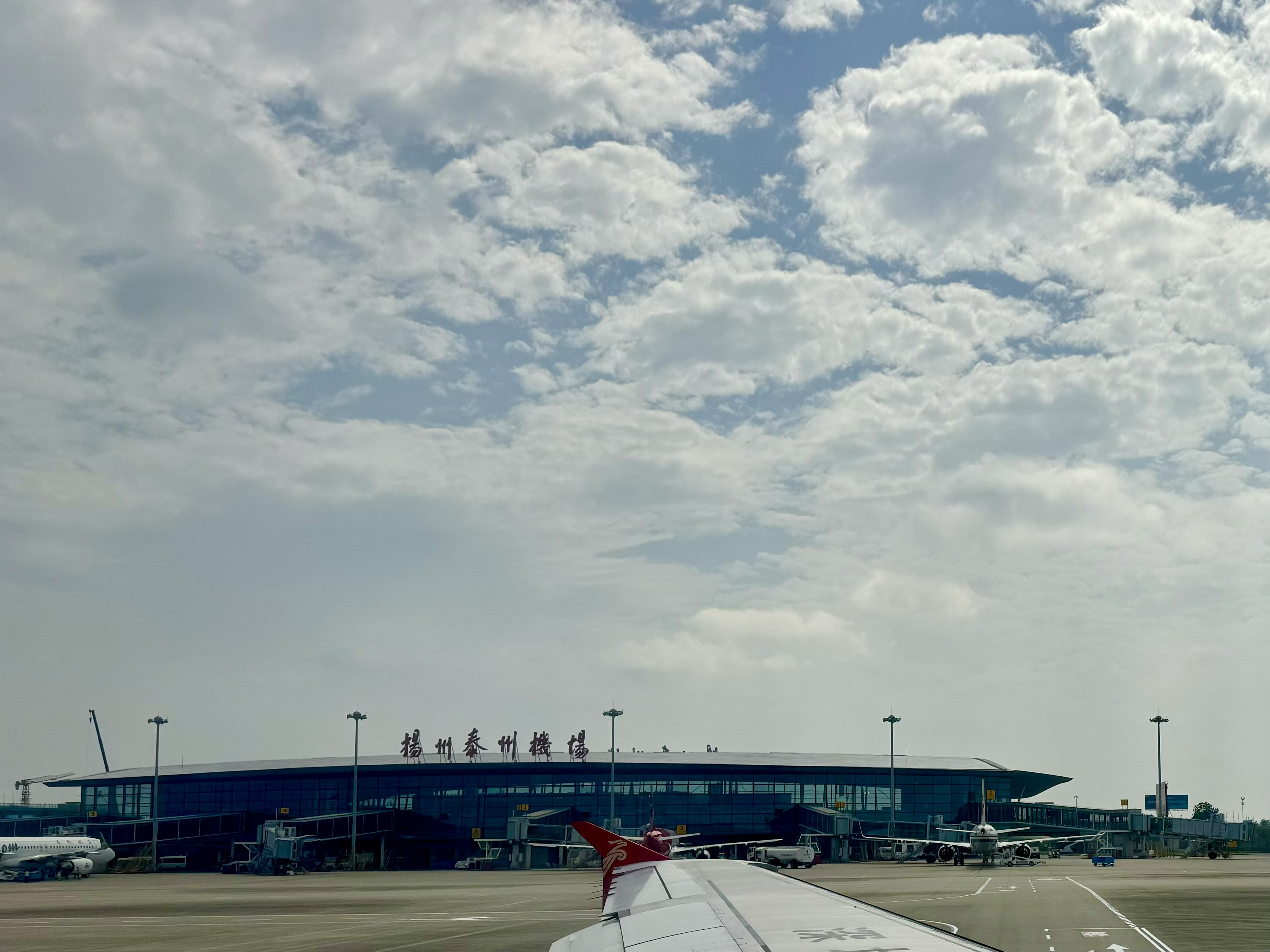
从机坪望向T1
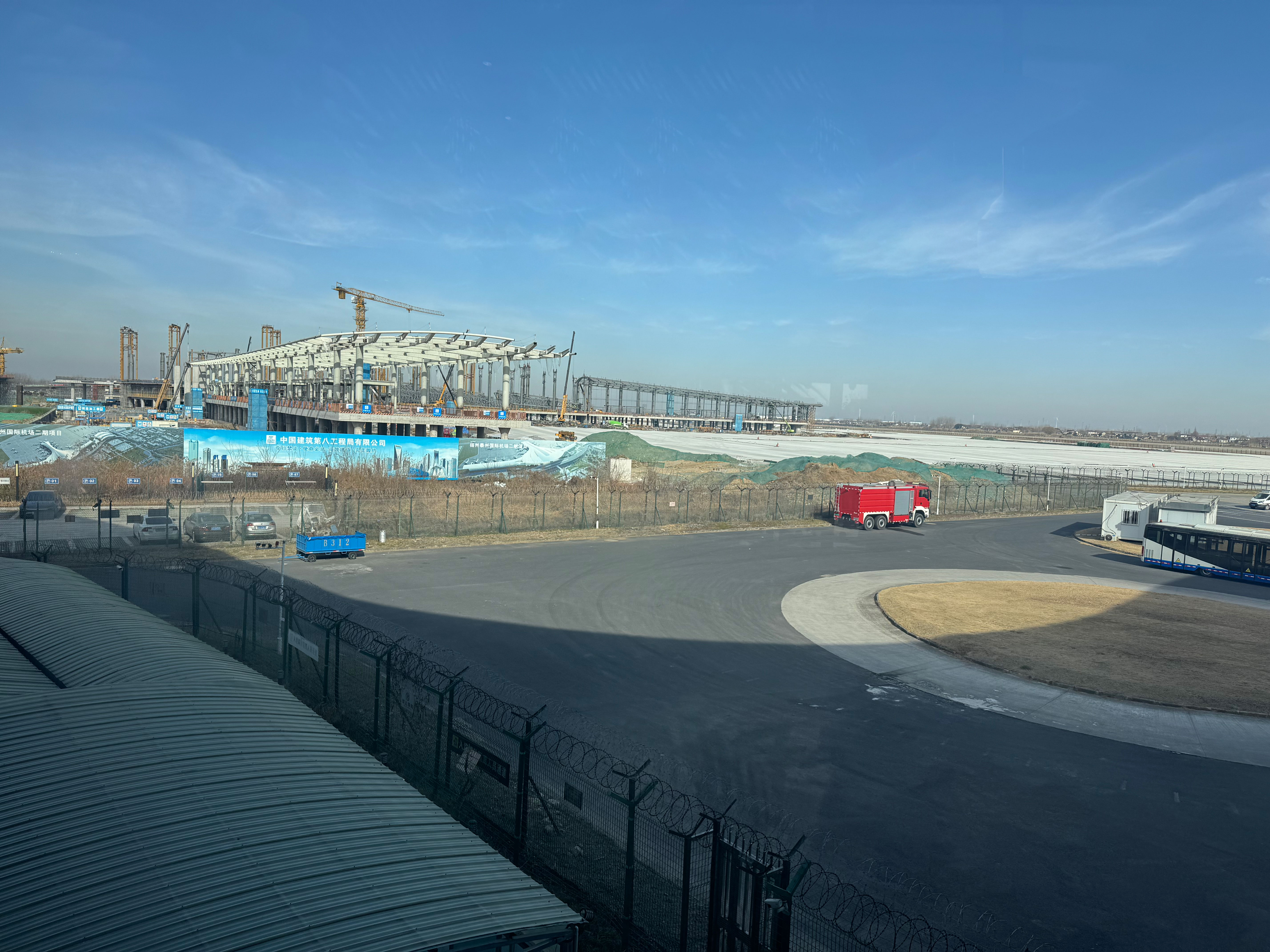
建设中的T2航站楼

## 空中交通服务通信设施通信频率
ATIS：127.45MHz
塔台：130.45MHz（123.55MHz）

## 位置
机场位于扬州市江都区丁沟镇境内，南侧邻近宁启铁路和启扬高速公路，西侧毗邻江苏省S264省道，距离扬州主城区直线距离约30公里，距离泰州主城区约20公里。

## 航點

### 境內航線
| 航空公司           | 目的地 |
| ------------------ | --- |
| 春秋航空（9C）     | 天津、石家庄、福州、厦门、沈阳、长春、贵阳、兰州、昆明、南宁、银川、呼和浩特、大连、洛阳、揭阳、太原、绵阳、重庆、珠海、北海（經停南昌） |
| 深圳航空（ZH）     | 厦门、哈尔滨、广州、西安、长春、大连、深圳、昆明、沈阳                                                                                   |
| 青岛航空（QW）     | 長春、貴陽、三亞、西寧、昆明、沈阳 |
| 昆明航空（KY）     | 成都/天府、長沙、西双版纳、昆明、深圳 |
| 中国国际航空（CA） | 北京/首都、北京/大興、成都/雙流 |
| 四川航空（3U）     | 成都/天府、重庆、武汉 |
| 华夏航空（G5）     | 成都/雙流、北海（經停重庆） |
| 中国南方航空（CZ） | 丹東、广州 |
| 奥凯航空（BK）     | 深圳、长春 |
| 苏南瑞丽航空（DR） | 西双版纳、贵阳 |
| 天津航空（GS）     | 天津、海口 |
| 龍江航空（LT)      | 長沙、哈爾濱 |
| 河北航空（NS）     | 北京/大興 |
| 乌鲁木齐航空（UQ） | 乌鲁木齐（经停成都/天府） |
| 重庆航空（OQ）     | 重庆 |

### 港澳台/國際航線
| 航空公司           | 目的地                          |
| ------------------ | ------------------------------- |
| 春秋航空（9C）     | 首爾/仁川、大阪/關西、曼谷/廊曼 |
| 泰国狮子航空（SL） | 曼谷/廊曼                       |
| 马来西亚航空（MH） | 吉隆坡（包機）                  |